# Wilmar (Arkansas)
Wilmar es una ciudad ubicada en el condado de Drew en el estado estadounidense de Arkansas. En el Censo de 2010 tenía una población de 511 habitantes y una densidad poblacional de 125,75 personas por km².

## Geografía
Wilmar se encuentra ubicada en las coordenadas 33°37′35″N 91°55′44″O / 33.62639, -91.92889. Según la Oficina del Censo de los Estados Unidos, Wilmar tiene una superficie total de 4.06 km², de la cual 4.06 km² corresponden a tierra firme y (0%) 0 km² es agua.

## Demografía
Según el censo de 2010, había 511 personas residiendo en Wilmar. La densidad de población era de 125,75 hab./km². De los 511 habitantes, Wilmar estaba compuesto por el 26.22% blancos, el 71.23% eran afroamericanos, el 0% eran amerindios, el 0% eran asiáticos, el 0% eran isleños del Pacífico, el 1.96% eran de otras razas y el 0.59% pertenecían a dos o más razas. Del total de la población el 2.15% eran hispanos o latinos de cualquier raza.